# Педалина
Педалино (енгл. Pedalo) је превозно средство које плута по води, које ради на људски погон. Педалино се креће окретањем точка са лопатицама, који се окреће док корисник окреће педале.
Највећи део педалина је конструисан за две особе које седе једна наспрам друге. Један пар педала се налази са леве, а други са десне стране педалина. Енергија са педала се преноси на точак ла лопатицама при чему се он окреће и тако се педалино креће.
Педалине се користе у мирнијим водама, као што су баре или мала језера.
Најранији нацрти педалина су креирани од стране Леонарда да Винчија, који је осмислио конструкцију превозног средства које би имало два точка са лопатицама који би се налазили са леве, односно десне стране педалина.